# Dobromir, Burgas
Dobromir (în bulgară Добромир) este un sat situat în partea de est a Bulgariei, în Regiunea Burgas, la poalele munților Balcani. Aparține administrativ de comuna Ruen. La recensământul din 2011 avea o populație de 1.089 locuitori.

## Demografie
Componența etnică a satului Dobromir
     Turci (89,71%)
     Nicio identificare (10%)
     Altele (0,27%)
La recensământul din 2011, populația satului Dobromir era de 1.089 locuitori. Din punct de vedere etnic, majoritatea locuitorilor (89,71%) erau turci. Pentru 10,0% din locuitori nu este cunoscută apartenența etnică.